# تلمبه محمودآباد
تلمبه محمودآباد یک منطقهٔ مسکونی در ایران است که در دهستان نگار واقع شده‌است.